# 坎泰拉诺

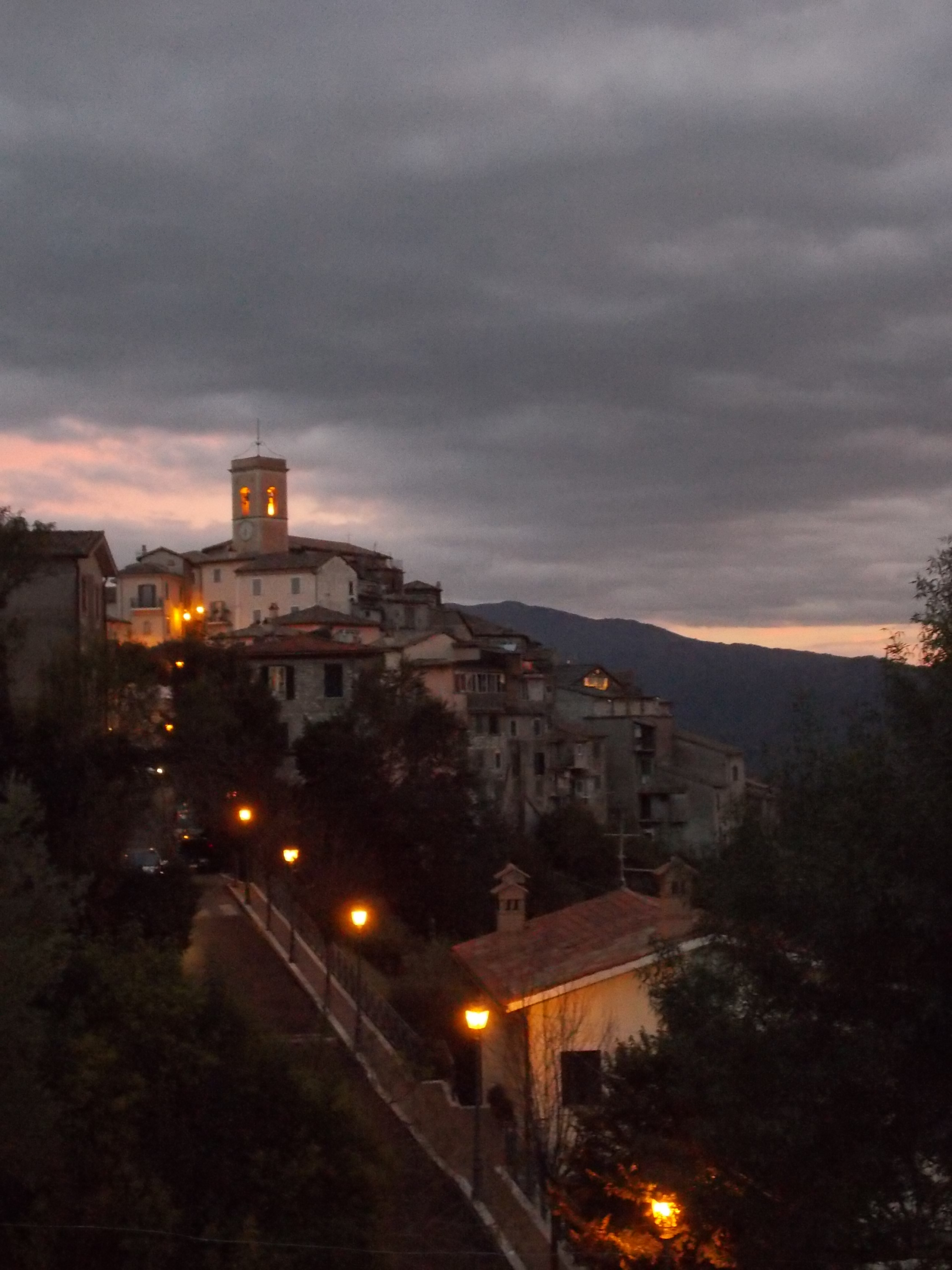
全景图

坎泰拉诺（義大利語：Canterano）是意大利拉齐奥大区罗马首都广域市的一个市镇，面积7.3平方公里，海拔高度为602米，人口357人（2014年），人口密度为每平方公里49人。